# 上海新邨
上海新邨有時又被寫成上海新村，是位於中國上海市徐匯區淮海中路1487弄的一個里弄住宅區。该住宅由56幢三层混合结构的房屋組成，建筑面积约11000平方米。

## 歷史
上海新邨原址是盛宣怀住宅的花园，後來人們打算將花园的一半闢出用來建造住宅。上海新邨由「五和洋行」于1939年设计，同年由新华银行、盐业银行投资建造。原中国民主建国会副主席、全国政协常委陈铭珊曾于1942年入住上海新邨19号，当时三楼是原上海市副市长杨恺母亲的家。20世纪60年代又新建1幢三层混合结构办公楼。
1999年9月23日，上海新邨被上海市人民政府公布为上海市第三批优秀历史建筑。2018年、2024年，「徐汇区房管局」兩次对上海新邨进行修缮。